# جيمس برادي (كاتب)
جيمس برادي (بالإنجليزية: James Brady)‏‏ (15 نوفمبر 1928 - 26 يناير 2009 في مانهاتن) كاتب العمود، وصحفي، وضابط، وروائي من الولايات المتحدة.

## الجوائز
- ميدالية النجمة البرونزية
- وسام القلب الأرجواني